# Юрченко, Пётр Фомич
Пётр Фоми́ч Ю́рченко (9 [22] декабря 1913, Киевская губерния — 29 ноября 2002, Москва) — советский офицер, полковник, Герой Советского Союза, участник Советско-финской войны (командовал взводом 108-го танкового батальона 35-й легкотанковой бригады 7-й армии Северо-Западного фронта) и Великой Отечественной войны.

## Биография
Родился 9 (22) декабря 1913 года в селе Белашки ныне Тальновского района Черкасской области Украины в крестьянской семье. Украинец. Член ВКП(б) с 1940 года.
Окончил 2 курса железнодорожного техникума. В Красной армии с 1933 года. В ноябре 1937 года окончил Саратовское Краснознамённое бронетанковое училище. После окончания училища был направлен командиром танкового взвода в 11-ю отдельную механизированную бригаду.

### Советско-финская война
Во время советско-финской войны 1939—1940 годов командир взвода 108-го танкового батальона 35-й легкотанковой бригады, лейтенант Пётр Юрченко с самого начала боевых операций героически сражался с белофиннами, участвовал в четырнадцати сложных танковых атаках. В январе 1940 года был представлен к награждению орденом Красной Звезды, а в феврале к званию Героя Советского Союза, но награждён не был.
30 ноября 1939 года взвод под командованием Юрченко вел наступление на деревню Васкелово, все пути были заминированы, враг вёл ожесточённый пулемётный огонь, несмотря на это Юрченко рискуя жизнью, вышел из машины, произвёл разведку подходов к деревне и провёл танки без потерь, уничтожив при этом вражеские замаскированные пулемётные гнёзда. 30 декабря взвод Юрченко находясь в разведке, при подходе к Палкиала, был обстрелян сильным пулемётным огнём белофиннов, по команде Юрченко был открыт ответный огонь, противник был уничтожен и задача была выполнена. При подходе к укреплённому пункту Суппорка, Юрченко, под обстрелом противника, при помощи буксирных цепей своим танком растащил каменные надолбы, обеспечив проход танков своего взвода и роты, в результате укрепление было взято.
1 февраля 1940 года Юрченко в течение 16 часов, в ночное время, обеспечивал своевременный подвоз взрывчатки частям 355-го стрелкового полка для подрыва дотов в укреплённом узле Хотинен. В ночь на 5 февраля своим танком успешно блокировал дот противника, в результате он был взорван сапёрами. В этот же день командуя взводом Юрченко имел задачу блокировать доты Хотиненского узла. Выполняя эту задачу танк Юрченко наскочил на мину и не мог двигаться вперёд, тогда он открыл огонь по врагу из своего орудия и успешно обстреливал белофиннов в течение четырёх часов, а с наступлением темноты эвакуировал танк с поля боя.
6 февраля Юрченко снова получил задачу блокировать доты № 33 и 35 Хотинена в составе блокировочной группы: взвода сапёров 355-го стрелкового полка, взвода танков Т-28 и взвода танков Т-26. Командир взвода танков Т-28, который должен был вести группу, не знал путей подхода к дотам, тогда Юрченко приняв командование на себя стал успешно продвигаться вперёд на танке Т-28. На пути к доту танк получил пробоину от снаряда противника, при этом башенный стрелок был убит, а Юрченко получил ранение в ногу, но это не остановило отважного лейтенанта. При подходе к доту группа до 30 белофиннов пыталась поджечь танки, но была уничтожена пулемётным огнём Юрченко. Раненый Юрченко подвёл танк к амбразуре дота, но в этот момент второй снаряд из соседнего дота пробил башню танка, при этом Юрченко получил ожёг лица. Юрченко дал указание выйти из зоны обстрела и несмотря на ранения вместе с экипажем затушил пожар. Был эвакуирован с поля боя экипажем танка младшего командира Ф. П. Павлова.
Указом Президиума Верховного Совета СССР от 21 марта 1940 года «за образцовое выполнение боевых заданий командования на фронте борьбы с финской белогвардейщиной и проявленные при этом отвагу и геройство» лейтенанту Юрченко Петру Фомичу присвоено звание Героя Советского Союза с вручением ордена Ленина и медали «Золотая Звезда» (№ 444).

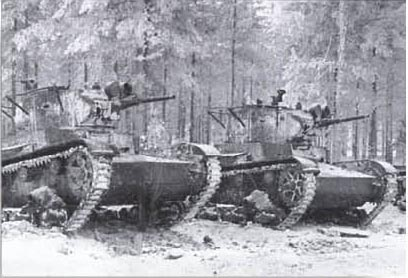
На карельском перешейке. Взвод танков 35-й легкотанковой бригады развернутым фронтом идет в атаку

…Части Красной Армии получили от командования приказ: мощным ударом ответить на бесчисленные провокации белофиннов.
В то памятное утро — 30 ноября — танковый взвод, которым я командовал, шел в головном дозоре. Готовые к бою, мы первыми перешли границу и устремились в глубь вражеской территории. Громадные сосны в белых, пушистых шапках стояли на пути. Наши могучие танки с грохотом продвигались вперед, оставляя за собой широкие, глубоко уходящие в снег следы и сломанные деревья.
В 15 километрах от границы, у деревни Палкиала, мы увидели части противника. Сообщив об этом командованию, взвод приготовился к 1 бою. Белофинны открыли ураганный огонь. Пули градом сыпались на наши танки, плющились о броню и падали в снег. Один из танков попал на мину, гусеница слетела, машина остановилась. Я выскочил из танка и под огнем врага вместе с механиком тов. Мумолиным натянул гусеницу. Все наши танки, отвечая на огонь противника, снова двинулись к деревне. Белофинны, не приняв боя, бежали. Это было мое первое боевое крещение.
В первые недели войны с белофиннами я работал со своим взводом как разведчик. Уменье быстро ориентироваться, приобретенное мною в детстве, хорошо помогало и не раз выручало из опасного положения…
— старший лейтенант П. Ф. Юрченко
17 марта 1940 года назначен командиром танковой роты 105-го танкового батальона 35-й легкотанковой бригады ЛВО.
С октября 1940 года по сентябрь 1941 года проходил обучение в Военной академии механизации и моторизации РККА им. И. В. Сталина.

### Годы Великой Отечественной войны
В сентябре 1941 года назначен командиром роты тяжёлых танков 27-го отдельного танкового батальона формировавшегося в Московском АБТЦ. В бою 23 октября капитан Юрченко устроил засаду на Минском шоссе в районе деревни Ляхово Смоленской области. Тяжёлые танки КВ роты капитана Юрченко вышли из капониров и, маневрируя, вели огонь с коротких остановок. Цели были настолько близко, что почти каждый снаряд — прямое попадание. Ни одна вражеская машина не прошла по Минской автостраде. Было уничтожено до 20 танков противника. Далее Юрченко участвуя в обороне Москвы, отличился в одном из боёв. Три раза водил свою роту в атаку и вместе с 210-м мотострелковым полком 82-й мотострелковой дивизии отбил атаку танков противника, при этом танкистами было уничтожено: 5 артиллерийских орудий, 15 лёгких и станковых пулемётов, до двух рот противника, при этом лично подбил 2 танка. За боевые действия роты и проявление личной отваги и мужества был представлен к награждению орденом Красного Знамени.
15 декабря 1941 года назначен командиром 155-го отдельного танкового батальона, который в феврале 1942 года был обращён на формирование 94-й танковой бригады. С мая 1942 года — заместитель командира 146-й отдельной танковой бригады.
С 1 марта по 15 сентября 1942 года командовал 106-й танковой бригадой. В августе 1942 года 106-я танковая бригада под командованием подполковника Юрченко в составе 12-го танкового корпуса 3-й танковой армии участвовала в прорыве обороны фашистов в районе населённых пунктов Грынь, Вейно и Госьково и в успешных наступательных боевых действиях на рубеже рек Жиздра и Вытебеть. Подтянув дополнительные силы, противник, стремясь вернуть утраченные позиции, предпринимал многочисленные контратаки. Но танкисты 106-й бригады, руководимые Юрченко, до 12 сентября 1942 года успешно отражали натиск врага, уничтожив 24 танка и много живой силы противника.
С 8 февраля по 13 августа 1943 года полковник Юрченко командовал 68-й танковой бригадой. В феврале 1943 года 68-я танковая бригада под командованием Юрченко прошла с боями от Воронежа до Курска. После этого летом 1943 года Юрченко, командуя 68-й танковой бригадой, участвовал в ожесточённых боях на Курской дуге в составе Брянского и Центрального фронтов.
С 13 ноября 1943 года по 23 марта 1944 года командовал 254-й танковой бригадой, впоследствии был заместителем командира по строевой части 54-й гвардейской и 91-й танковых бригад. Принимал участие в освобождении Ченстоховы и был первым советским военным комендантом города. С 1 по 11 февраля 1945 года временно исполнял обязанности командира 56-й гвардейской танковой бригады, замещая находящегося на лечении гвардии полковника З. К. Слюсаренко.

### После войны
После Победы над гитлеровской Германией продолжал службу в армии. В 1950 году заочно окончил Военную академию бронетанковых и механизированных войск, а в 1956 году — Военную академию Генерального штаба. В 1956—1962 годах — заместитель командира танковой дивизии. С 11 августа 1962 года по собственному желанию (в связи с состоянием здоровья) полковник П. Ф. Юрченко — в запасе.
Жил в городе-герое Москве. В 1967 году окончил вечернее отделение Московского инженерно-экономического института. До ухода на пенсию работал в Министерстве сельского строительства СССР.
Умер 29 ноября 2002 года. Похоронен на Троекуровском кладбище в Москве (участок 10).

## Воинские звания
- лейтенант (1937);
- старший лейтенант;
- капитан;
- майор (1942);
- подполковник (20.05.1942)[8];
- полковник (22.02.1943)

## Награды
- Герой Советского Союза (21 марта 1940, медаль «Золотая Звезда» № 444)[3];
- орден Жукова (6 сентября 1996 года)[12];
- орден Ленина (21 марта 1940)[3];
- четыре ордена Красного Знамени (14 февраля 1942[7], 1 февраля 1945[13], 13 мая 1945[14], 30 апреля 1954[15]);
- два ордена Отечественной войны I степени (14 сентября 1944[16], 1985);
- орден Красной Звезды (15 ноября 1950)[17];
- медаль «За боевые заслуги» (3 ноября 1944)[18];
- медаль «За оборону Москвы»;
- медаль «В ознаменование 100-летия со дня рождения Владимира Ильича Ленина» (6 апреля 1970);
- медаль «За победу над Германией в Великой Отечественной войне 1941—1945 гг.» (9 мая 1945)[19];
- юбилейная медаль «Двадцать лет Победы в Великой Отечественной войне 1941—1945 гг.» (7 мая 1965)[20];
- юбилейная медаль «Тридцать лет Победы в Великой Отечественной войне 1941—1945 гг.» (1975)[21];
- медаль «Сорок лет Победы в Великой Отечественной войне 1941-1945 гг.» (1985)[22];
- юбилейная медаль «50 лет Победы в Великой Отечественной войне 1941—1945 гг.» (1993)[23];
- медаль «Ветеран Вооружённых Сил СССР»;
- медаль «30 лет Советской Армии и Флота» (1948)[24];
- юбилейная медаль «40 лет Вооружённых Сил СССР» (1957)[25];
- юбилейная медаль «50 лет Вооружённых Сил СССР» (26 декабря 1967)[26];
- юбилейная медаль «60 лет Вооружённых Сил СССР» (28 января 1978)[27];
- юбилейная медаль «70 лет Вооружённых Сил СССР» (28 января 1988)[28];
- медаль «За безупречную службу» I степени;
- знак «Гвардия»;
- Знак «25 лет победы в Великой Отечественной войне» (24 апреля 1970)[29].

иностранные награды:
- Virtuti Militari серебряный крест ордена (V класса) (Польша);
- медаль «Победы и Свободы» (Польша);
- медаль «За Одру, Нису и Балтику» (Польша)[30]

## Память
- Имя Героя высечено золотыми буквами в зале Славы Центрального музея Великой Отечественной войны в Парке Победы города Москвы.
- На могиле на Троекуровском кладбище в Москве (участок 10), установлен надгробный памятник.